# Gerhard Riebicke
Gerhard Riebicke, född 6 februari 1878 i Lausitz, Tyskland, död 1957 i Berlin, var en tysk fotograf.

## Biografi
Riebicke tillbringade sin barndom i Schweiz. Han studerade vid universitetet i Tübingen, arbetade som informator i Posen, lärde sig fotografi och fototeknik autodidaktiskt. År 1909 flyttade han till Berlin, där han bodde fram till början av 1920-talet och bland annat arbetade som pressfotograf – han dokumenterade exempelvis novemberrevolutionen 1918. Efter hand förflyttades hans fokus mot motiv med människor i aktivitet i naturen, sport, bollspel, hopp, dans, bad, och bilderna publicerades i tidskrifter som "Sport und Bild", "Kamera und Palette", "Die Schönheit", "Das Freibad", "Uhu" och "Querschnitt".
Som vän till den socialdemokratiske pedagogen Adolf Koch fick han uppdraget att dokumentera ”Schule für Körperbildung und Nacktkultur” och fick därigenom kontakt med drivande krafter i tidens nya dans- och gymnastikskolor såsom Hertha Feist, Hedwig Hagemann, Berte Trümpi och Mary Wigman. Hans fotografier fick stor plats i Hans Suréns praktverk "Der Mensch und die Sonne" 1924. Han arbetade som fotograf för filmen Kraft och skönhet, 1924, och han deltog i den banbrytande utställningen "Film und Foto" i Stuttgart 1929. Efter 1933 kom han att främst fokusera på sportfotografi. 
Den största delen av hans arkiv blev offer för en bombattack 1944, men bevarade verk finns i Bodo Niemann Gallery i Berlin.